# Piero Campelli
Piero Campelli (né le 20 décembre 1893 à Milan en Lombardie, et mort le 20 octobre 1946 dans la même ville) est un joueur de football international italien, qui évoluait au poste de gardien de but.

## Biographie

### Carrière en sélection
Avec l'équipe d'Italie, il joue 11 matchs (pour 21 buts encaissés) entre 1912 et 1921. 
Il joue son premier match le 29 mai 1912 contre la Finlande et son dernier le 8 mai 1921 contre les Pays-Bas.
Il figure dans le groupe des sélectionnés lors des Jeux olympiques de 1912 et de 1920. Il joue 3 matchs lors du tournoi olympique de 1912 et 2 rencontres lors du tournoi de 1920.

## Palmarès
Il est champion d'Italie en 1920 avec l'Inter Milan.